# 헤이케모노가타리

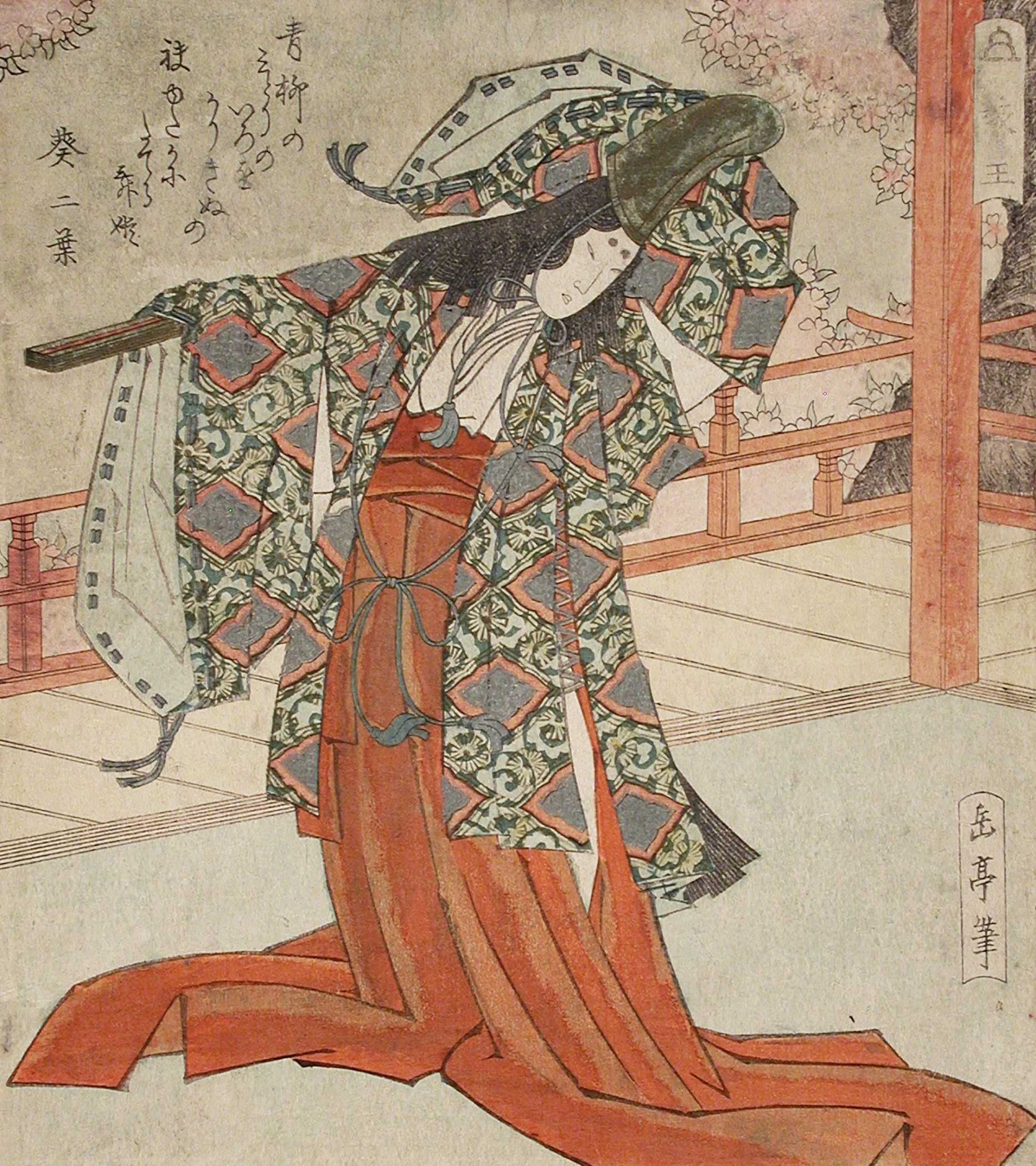
헤이케 이야기의 한 장면을 묘사한 그림

헤이케 이야기의 이치노타니 전투 장면을 묘사한 병풍 그림.

《헤이케모노가타리》(일본어: 平家物語)는 일본 13세기 가마쿠라 시대(鎌倉時代)에 성립된 군키모노가타리(軍記物語)의 일종으로, 헤이케(平家, 다이라 씨)의 번영과 몰락, 나아가 무사 계급의 대두 등을 묘사한 13세기 일본의 문학 작품이다. 작자 미상으로 일본에서는 다양한 텍스트와 공연물의 소재로 재해석되고 재창조되며 명실상부한 일본의 고전으로 자리매김하였다.

## 개요
서양 중세의 기사 이야기나 중국의 《삼국지연의》와 같이 서사시 또는 서사극의 전통에 서 있는 군키모노가타리는 역사적 사건을 재경험하고 재해석하여 많은 사람들이 역사적 상상력을 공유하는데 기여해 왔다. 《헤이케 이야기》의 배경이 되는 가마쿠라 막부 성립 시기는 고려의 무신정권과 때를 같이 하는 시기로 고대 사회의 귀족 체제가 몰락하고 무사가 전면에 등장하는 전환기였다. 당시 일본의 양대 무문(武門)이었던 헤이케와 겐지는 궁정 쿠데타 성격을 지닌 호겐의 난(保元の乱)을 통해 권력의 중추에 섰으며 동시에 헤이지의 난(平治の乱)을 통해 헤이케는 겐지를 배제하고 조정의 권력을 장악하여 최초의 무사정권을 수립했다. 헤이케에 패하고 한때 멸문의 위기에 처하기도 했던 겐지는 미나모토노 요리토모 등의 지휘로 겐페이 전쟁(源平の戦い)에서 승리, 본격적인 일본 무사 정권의 시작으로 평가되는 가마쿠라 막부를 열게 되었다.
《헤이케 이야기》는 호겐 - 헤이지 두 쟁란에서 승리해 권력을 쌓은 헤이케(平家)와 그에 패배하고 영락한 겐지(源氏)의 대조적인 모습, 그 뒤 겐페이 전쟁과 헤이케의 몰락, 그리고 당시 무너져가던 기존 헤이안 귀족과 새롭게 대두하던 무사(武士) 계층의 모습을 적절하게 배치함으로써 인간 군상 등을 잘 그려내고 있다는 평가를 받는다. 와칸 혼효문(和漢混淆文, 히라가나와 한자훈독체가 혼용된 문장체)으로 쓰인 대표적인 작품이며, 평이하고 유려한 명문으로 「기원정사의 종소리」(祇園精舎の鐘の声……)라는 유명한 서문으로 널리 알려져 있다. 해당 서문은 본작에 담긴 성자필쇠(盛者必衰)라는 불교적 무상관과 그에 기초하여 역사적 사실을 재해석하는 이 작품의 관점을 잘 드러내고 있다.
(원문) 祇園精舎の鐘の声 諸行無常のひびきあり
沙羅双樹の花の色 盛者必衰のことわりをあらはす
おごれる者も久しからず ただ春の夜の夢のごとし
たけき者もつひには滅びぬ ひとへに風のまへの塵におなじ
(번역문) 기원정사의 조종 소리가 제행무상을 알리고
사라쌍수의 지는 꽃에 성자필쇠의 이치가 담겨 있네.
교만하여 으스대던 자도 오래가지 못하여
그저 봄날 밤의 꿈이요
강한 자도 마침내는 멸망했다네.
한낱 바람 앞의 티끌과도 같이— 《헤이케 이야기》 권제1

## 성립
'헤이케 이야기'라는 제목은 후대에 붙여진 제목으로 원래는 《호겐 이야기》(保元物語)나 《헤이지 이야기》(平治物語)처럼 겐페이 전쟁이 본격화된 지쇼(治承) 연간의 시점에서 따 온 '지쇼 이야기'(治承物語)로 불렸다는 설이 있으나 확실하지는 않다.
정확한 성립 시기에 대해서는 대략 닌지(仁治) 원년(1240년)에 후지와라노 사다이에(藤原定家, 후지와라노 데이카)가 필사한 《효한키》(兵範記)의 이면 기록에 "治承物語六卷號平家候間, 書寫候也"라는 기록이 있는 것으로 미루어 그 이전에 성립된 것으로 보이지만, 여기서 말하는 '治承物語'가 정말 현존하는 《헤이케 이야기》를 가리키는 것인가에 대해 확실하게 말할 수 있는 것이 없으므로 확답은 어렵다. 다만 적어도 《헤이케 이야기》의 가장 오래된 판본으로 평가되는 엔쿄본(延慶本)이 성립된 엔쿄(延慶) 2년(1309년) 이전에는 현존하는 《헤이케 이야기》의 형태가 성립되었을 것으로 여겨진다.

### 저자
저자에 대해서는 예로부터 많은 설이 존재했는데, 가장 오래된 설로써 가마쿠라 시대 말기 인물인 요시다 겐코(吉田兼好)의 《쓰레즈레구사》(徒然草) 226단에서, 고토바인 시절 시나노노젠지 유키나가(信濃前司行長)라는 인물이 《헤이케 이야기》의 저자이며, 유키나가가 맹인 승려 '쇼부쓰'(生佛)에게 그것을 가르쳐 읊게 했다고 한다.
그밖에도 쇼부쓰는 도고쿠(東國) 출신으로 무사나 전투 이야기는 쇼부쓰 자신이 직접 무사에게 물어 기록했다는 내용이 전해지며, 《쓰레즈레구사》에서는 쇼부쓰 후세의 비파법사들에 관한 것까지 상세하게 밝히고 있다.
유키나가를 헤이케 이야기의 저자로 보는 설은 가장 유력한 설이지만 유키나가가 누구인지에 대한 세세한 부분에서는 학자들마다 해석이 나뉜다. 시나노노젠지 유키나가가 구조 가네자네를 섬겼던 가신인 주나곤(中納言) 나카야마노 아키토키(中山顯時, 후지와라 씨)의 손자라고 전해지는 시모쓰케 태수(下野守, 시모쓰케노카미) 후지와라노 유키나가(藤原行長)라는 주장이 있다. 또한 《손피분먀쿠》(尊卑分脈)나 《다이고잡초》(醍醐雜抄) ·《헤이케 이야기 보궐 검의 권》(平家物語補闕剣巻)에서도 아키토키의 손자인 하무로 도키나가(葉室時長)를 저자라 밝히고 있다. 보통 후지와라노 유키나가설에서는 시나노노젠지란 시모쓰케노젠지(下野前司)의 오기로 해석하지만, 《쓰레즈레구사》에서는 시나노노젠지 유키나가를 '시나노노 뉴도'(信濃入道)라고도 적고 있다(信濃前司行長=信濃入道=行長入道).
때문에 시나노에 연고가 있는 인물이자 신란(親鸞)의 수제자로서 호넨(法然)의 문하에서 수행했다는 사이부쓰(西佛)이라는 승려를 《헤이케 이야기》의 저자로 보는 설이 있다. 사이부쓰는 오오타니 혼간지나 고라쿠지(康樂寺, 일본 나가노현 시노노이 시오자키)의 연기담에 따르면 시나노의 명족 시게노씨(滋野氏)의 후손인 운노 소타로 유키치카(海野小太郞幸親)의 아들로 출가 전 이름은 유키나가(幸長, 또는 미치히로通廣)이며, 《헤이케 이야기》 작중에도 '다이후보 가쿠메이'(大夫坊覺明)란 이름으로 기소 요시나카(木曾義仲)의 참모로서 등장하는 인물이다. 다만 운노 유키나가나 가쿠메이, 사이부쓰를 동일인물로 보는 설은 단지 전승일 뿐 사료적인 증명은 아직 없다.

## 이본(異本) 및 제본(諸本)

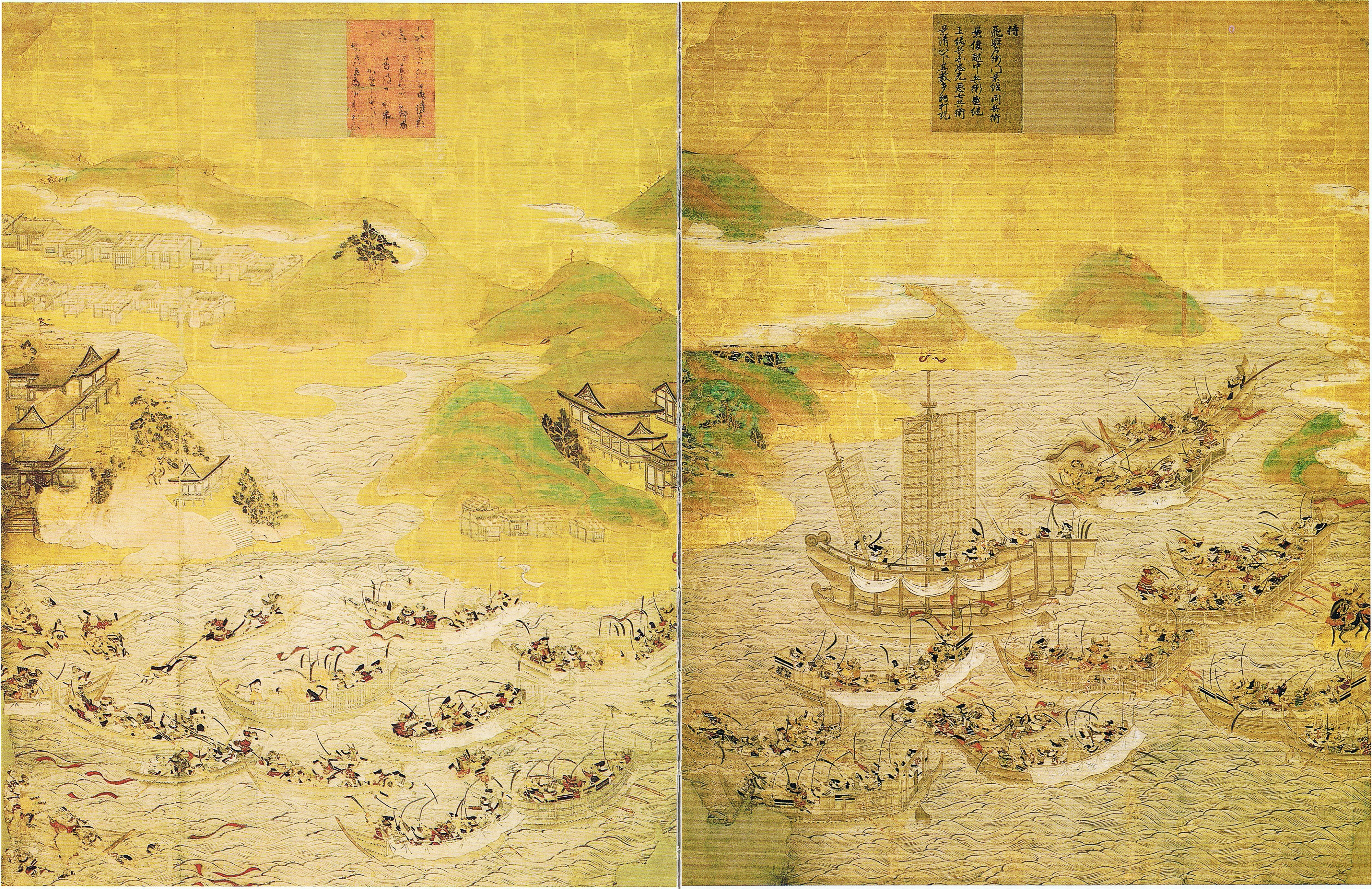
헤이케 이야기 중 단노우라 전투를 묘사한 그림.

《헤이케 이야기》의 현행본은 크게 두 가지 계통으로 나뉜다.
- 눈 먼 승려로서 알려진 비파법사(도도자当道座에 속한 맹인 음악가로 검교検校라고도 했다)가 일본 각지를 돌며 입으로 외워 들려 주면서 전한 구연본(語り本, 구연계語り系、도도계当道系라고도 한다) 계통에 속한 것.
- 읽을 거리로서 증보된 독서본(読み本, 증보계増補系 또는 비도도계非当道系라고도 한다) 계통에 속한 것.

### 구연본
구연본은 야사카(八坂)계 제본과 이치방(一方)계 제본으로 나뉘는데, 죠호본(城方本)이라고도 불리는 야사카계 본들은 헤이케 4대의 멸망으로 끝나는 이른바 '단절 헤이케' 12권본이다. 이치방계 제본은 가쿠이치본(覚一本)이라고도 불리며, 단노우라 전투에서 바다에 몸을 던졌으나 가까스로 목숨을 구하고 출가한 겐레이몬인(建禮門院)이나 그 시녀들이 염불로 헤이케의 명복을 빌며 여생을 보냈다는 '관정'(灌頂)의 권이 따로 더 설정되어 있다.
또한 낭독본은 도도자(当道座)에 속한 맹인 비파법사(琵琶法師)가 비파를 연주하며 낭독되었다. 이렇게 비파 곡조에 맞추어 《헤이케 이야기》를 낭독하던 구비문학 장르를 '헤이쿄쿠(平曲)'라 부르는데 중세의 떠돌이 맹인 승려들이 전국을 돌며 이야기를 노래하였다. 마디를 붙여 노래하며 그 내용이 서사적이므로 '노래한다'기보다는 '읊는다'고 하는 것이 더 가깝다. 《헤이케 이야기》를 읊을 때 쓰는 비파를 '헤이케 비파'라 부르는데, 구조는 보통의 음악 연주용 비파와 같으나 그것보다는 다소 작은 것이 많이 이용된다. 덧붙여 근세 이후에 성립한 사쓰마 비파(薩摩琵琶)나 치쿠젠 비파(筑前琵琶)에서도 《헤이케 이야기》에서 소재를 얻은 곡이 다수 작곡되고 있지만, 음악적으로는 완전히 별개의 성질을 가진 것으로 이걸 헤이쿄쿠라고 부르지는 않는다.
헤이쿄쿠의 유파로써는 당초에는 야사카류(八坂流)와 이치방류(一方流) 이렇게 두 유파가 존재하는데, 각 유파의 전승자들은 저마다 각기 「죠」(城)와 「이치」(一)자를 각 유파 계승자의 이름자로써 전승하였으므로 죠호본(城方本)과 가쿠이치본(覚一本)이라는 별칭을 갖고 있다. 야사카류는 일찍 쇠퇴해 현재 일본에서는 겨우 「쓰키미」(訪月) 한 구절만이 남아 있을 뿐이다. 이치방류는 에도 시대(江戸時代)에 마에다류(前田流)와 하타노류(波多野流)로 갈라졌다. 하타노류는 당초부터 부진하여 마에다류만이 번성했다. 안에이(安永) 5년(1776년)에는 명인(名人)으로 불리던 하기노 검교(荻野検校, 하기노 지이치荻野知一 검교)가 마에다류 증본(前田流譜本)을 집대성하여 『헤이케마부시』(平家正節)를 완성시켰으며, 이후 이 책은 마에다류 계승자들의 정본(定本)이 되었다.
메이지 유신(明治維新) 이후 이제껏 에도 막부의 비호를 받아 오던 도도자(当道座)도 막부의 소멸과 시기를 같이하여 해체되었으므로 헤이쿄쿠를 전승하는 자도 격감해 버렸다. 일본의 연호가 쇼와(昭和)로 바뀌어 쓰이던 시기에는 미야기현(宮城県) 센다이시(仙台市)에 다테야마 고고(館山甲午, 1894년~1989년), 아이치현(愛知県) 나고야시(名古屋市)에 하기노 검교의 유파를 이은 이노카와 고지(井野川幸次) ・ 미시나 마사야스(三品正保) ・ 도이자키 마사토미(土居崎正富) 이렇게 세 검교만이 남아 있었고, 그나마도 전체 부분을 이야기할 수 있는 것은 시각장애인이었던 다테야마 뿐이었다. 헤이쿄쿠는 일본의 국가 기록 작성 등의 조치를 강구해야 할 무형문화재로 선택되어 보호 대상이 되었고, 저마다 제자들이 스승의 기예를 이어나갔다.
2018년 시점에서는 미시나 검교의 제자인 이마이 쓰토무(今井勉, 1958년생)이 살아 남아 있었을 뿐이며, 이마이도 제자가 없는 상황이었다. 헤이쿄쿠와 관련된 문화를 연구 ・ 전승하기 위해 무사시노 음대(武蔵野音楽大学)의 고모다 하루코(薦田治子) 교수 등에 의해 「헤이케 낭독 연구회」(平家語り研究会)가 2015년에 발족하였다. 나아가 약 200곡이 있었다고 알려졌으나 현대까지 살아남은 8곡의 악보 및 녹음 연구, 지방 민요나 쟁곡(筝曲) 연주자들에 대한 헤이쿄쿠 공연이 이루어지고 있다.
헤이쿄쿠의 발생으로 도다이지(東大寺)의 대불 개안 공양 때의 맹인 승려까지 소급시켜 보는 《일본예능사》(日本芸能史) 등의 설도 있기는 하지만, 헤이쿄쿠의 음계 ・ 악보 등을 통해 천태종 오하라류(天台宗大原流)의 쇼묘(声明)의 영향 아래서 발생한 것이라고 하는 설이 타당한 것으로 판단되고 있다. 또한 헤이쿄쿠는 오락의 목적이 아니라 진혼(鎮魂)의 목적으로 이야기되었음이 혼간지(本願寺)의 일기 등을 통해 고증된다. 또한 후세의 음악, 예능으로 각색된 경우도 많아졌으며, 일본의 대표적인 전통 예능인 노(能, 수라모노修羅物)에는 헤이케 이야기에서 소재를 따온 공연이 많다.

### 독서본
독서본 계통은 엔쿄본(延慶本), 나가토본(長門本), 《겐페이 성쇠기》(源平盛衰記) 등의 여러 본이 있다. 종래 비파법사에 의해 널리 퍼졌던 구연본 계통을 읽을거리로써 보기 위해 가필되었다고 해석되고 있는데, 최근에는 독서본 계통(정확히는 엔쿄본) 쪽이 구연본 계통보다 더 오래된 형태를 보존하고 있다는 견해가 유력시되고 있어, 엔쿄본은 역사 연구에도 활용되고 있다.
광본계(広本系)와 약본계(略本系)의 관계에 대해서도 선후 관계는 여러 가지 설이 있어 확실한 것은 없다. 구연본 계통 가운데서는 약본계가 독서본과 가장 가까운 관계에 있다는 것은 《겐페이 투쟁록》(源平闘諍録)의 본문 중에 헤이쿄쿠의 곡절에 해당하는 「중음」(中音), 「초중」(初重)이 기재되어 있는 점에서 보아도 확실시되는 것이다.

### 아마쿠사판(天草版)
영국의 대영박물관에는 1592년 즉 분로쿠(文禄) 원년에 포르투갈식 로마자로 서사된 이른바 아마쿠사판(天草版) 「헤이케 이야기」가 소장되어 있다. 이는 「일본의 언어와 역사를 배우고자 하는 사람들을 위해」 쓰여졌다고 그 속표지에 적혀 있다(《헤이케 이야기》는 마찬가지로 일본의 군키모노가타리의 대표격으로 꼽히는 《태평기》(太平記)와 더불어, 예수회 선교사들에게는 일본의 역사와 언어, 문화를 익히기 위한 입문 교재로 활용되었던 것이다).

## 간행본
- 日本古典文学大系 上・下 高木市之助・小沢正夫・渥美かをる・金田一春彦 岩波書店 1959年 (上)ISBN 978-4-00-060032-3 (下)ISBN 978-4-00-060033-0　- 저본은 류고쿠 대학 도서관(龍谷大学図書館) 소장본(가쿠이치본 계통)으로, 한국어 번역본이 저본으로 삼은 번역본이기도 하다.
- 角川文庫 上・下 佐藤謙三・春田宣 1959年 (上)ISBN 978-4-04-400701-0 (下)ISBN 978-4-04-400702-7 - 저본은 간분(寛文) 12년판 히라가나 정판본(平仮名整版本)이다.
- 新日本古典文学大系 上・下 梶原正昭・山下宏明 岩波書店 1991-1993年 (上)ISBN 978-4-00-240044-0 (下)ISBN 978-4-00-240045-7 - 저본은 고야본(高野本)[10]
- 新編日本古典文学全集 45・46 市古貞次 小学館 1994年 (1)ISBN 978-4-09-658045-5 (2)ISBN 978-4-09-658046-2 - 저본은 고야본이다.
- 日本古典文学全集(完訳日本の古典) 42～45 市古貞次 1973-1975年 小学館 (1)ISBN 978-4-09-556042-7 (2)ISBN 978-4-09-556043-4 (3)ISBN 978-4-09-556044-1 (4)ISBN 978-4-09-556045-8 - 저본은 고야본이다.
- 新潮日本古典集成 上・中・下 水原一 1979-1981年、新装版2016年 新潮社 (上)ISBN 978-4-10-620325-1 中)ISBN 978-4-10-620337-4 (下)ISBN 978-4-10-620347-3　- 저본은 일본 국립국회도서관 소장본이다. 야사카본 계통의 가나 백이십구본(仮名百二十句本)으로 히라가나를 읽기 쉽게 한자화한 것이다.
- 講談社学術文庫 全訳注 杉本圭三郎 1979-1991年（1-12）/ 新装版（1-4）2017年 (1)ISBN 978-4-06-292420-7 (2)ISBN 978-4-06-292421-4 (3)ISBN 978-4-06-292422-1 (4)ISBN 978-4-06-292423-8 - 저본은 고야본이다.
- 岩波文庫 全4巻 梶原正昭・山下宏明 1999年 (1)ISBN 978-4-00-301131-7 (2)ISBN 978-4-00-301132-4 (3)ISBN 978-4-00-301133-1 (4)ISBN 978-4-00-301134-8 - 저본은 고야본이다.
  - ワイド版 岩波文庫 同上、2008年 (1)ISBN 978-4-00-007300-4 (2)ISBN 978-4-00-007301-1 (3)ISBN 978-4-00-007302-8 (4)ISBN 978-4-00-007303-5
- 講談社文庫 上・下　高橋貞一　1972年　(上)ISBN 978-4-06-131050-6　(下)ISBN 978-4-06-131051-3 - 저본은 유포본(流布本)으로 겐나(元和) 9년 간행된 가타가나(片仮名)와 섞어 훈을 붙인 12행 정판본(整版本)이다.
- 武蔵野書院　全１巻　大津雄一・平藤幸　2014年　ISBN 978-4-8386-0650-4 - 저본은 고야본이다.

## 헤이케 게

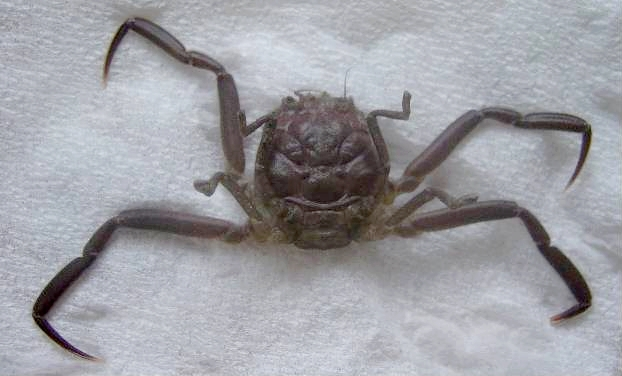
'헤이케게'라는 이름으로 알려진 조개치레라는 게의 일종.

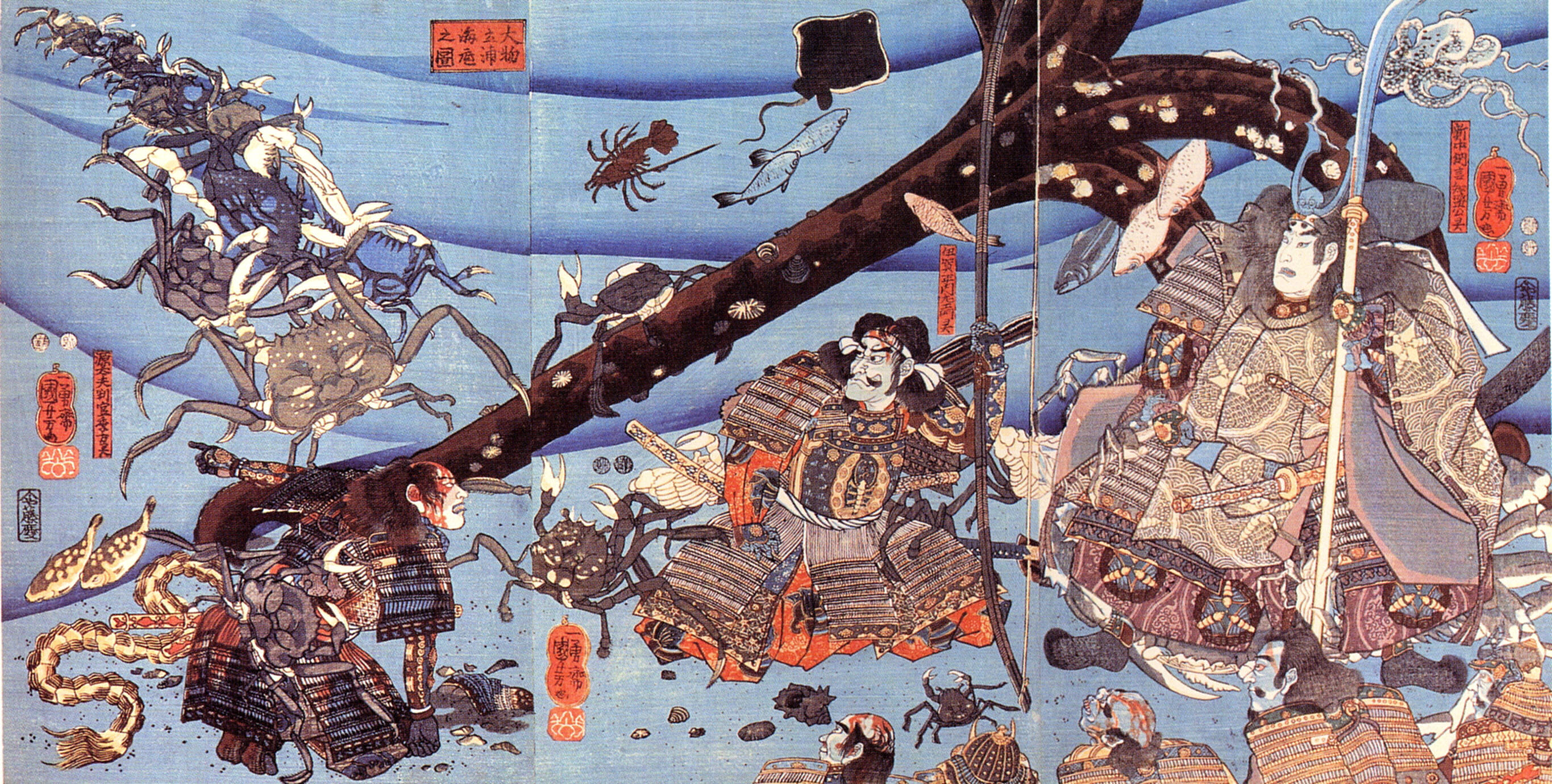
게로 변하는 헤이케 무사들의 원령들. 메이지 시대에 그려진 것으로 맨 오른쪽에 다이라노 도모모리가 그려져 있다.

일본 세토 내해 뿐 아니라 한반도와 중국 연안에서도 서식하는 조개치레는 학술명이 Heikeopsis japonica인데, 일본 현지에서는 등껍질이 마치 무사의 얼굴 모습을 연상시킨다 하여 '헤이케 게'(일본어: 平家蟹 헤이케가니[*])라고 불리거나, 내지는 오니의 모습을 연상시킨다고 하여 '오니가니'(도깨비 게)라고도 불린다. 현지 어부들 사이에서는 이 게를 단노우라 전투에서 패한 헤이케 무사들이 환생한 것이라는 전승이 퍼져 있었고 이 게가 잡히면 다시 바다에 버렸다고 한다.
성난 인간의 얼굴을 닮은 독특한 등껍질의 외형은 메이지 시대부터 몇몇 과학자들의 흥미를 불러 일으켰다. 1952년에 진화생물학자 줄리언 헉슬리는 라이프지에서 이 헤이케 게를 다루면서 이 모양이 우연치고는 사람의 얼굴을 너무도 닮았다는 점 때문에 인위적 선택이 작용한 것이 아니냐는 가설을 제시했다. 게의 등딱지 모양이 그것이 얼굴과 비슷한 탓에 사람들이 먹는 것을 꺼렸고 게의 등껍질이 사람의 얼굴과 흡사할 수록 게가 살아 남을 기회가 늘었기 때문에 그에 맞추어 점점 사람의 얼굴을 닮아간 것이라는 가설이다. 칼 세이건도 그의 저서 《코스모스》에서 인위적 선택의 사례로 조개치레를 소개하였다.
사람 얼굴과 닮은 게는 어부들이 잡으려 하지 않다 보니 게들은 보다 생존에 유리한 형태로 등껍질을 진화시켰으며 현지 바다에 등껍질이 흉악한 무사의 얼굴을 닮은 게들이 늘어났고, 그러한 경향은 전투가 벌어졌던(즉 단노우라 전투의 기억이 가장 오랫동안 보존되어 전승되었던) 단노우라 근방에 가까워질수록 더욱 두드러진다는 이 가설에 대해서는 일본의 갑각류학자 사카이 쓰네(酒井恒)가 저서 『게 - 그 생태의 신비』에서 언급하면서, '헤이케 게'나 그 근연종은 일본 이외의 헤이케 및 무사 관련 전승이 존재하지 않는 북서 태평양에도 분포하는데 그곳에서도 사람의 얼굴에 보이는 특징은 변함이 없고, 애초에 화석 단계에서 이미 등껍질이 인간의 얼굴을 한 모양이 확인되는 데다, 헤이케 게는 현지 주민들에게 헤이케 무사의 환생으로 여겨져 불길한 것으로 간주되었기 때문이 아니라 그냥 처음부터 식용으로 쓸 수 없는 것이었기 때문에 어부들이 잡지 않았던 것이라는 점 등의 이유를 들어 부정하고 있다.

## 한국어 번역
문학과지성사에서 명지대학교 일어일문학과 오찬욱 교수의 번역으로 2006년에 대산세계문학총서54로 전2권으로 출간되었다. 해당 번역은 이와나미 서점의 일본고전문학대계본 《헤이케 이야기》를 번역한 것으로, 원문에서 쓴 용어들을 현지화시키느라 일본의 복식인 히타타레를 '내갑의'로 바꾸거나, 상황(법황)을 '태상왕', 천황을 '임금', 황후(황태후)를 '중궁' 또는 '대비'(대왕대비)로 바꾸고 '친왕'을 '대군'으로 바꾸어 놓았으며, 2권 부록의 계보도에도 오류가 존재한다.

## 같이 보기
- 겐페이 전쟁
- 호겐의 난
- 헤이지의 난
- 조개치레

### 내용주
1. ↑  호겐의 난에 참전했던 다이라노 노부노리(平信範)의 일기이다.
2. ↑  이 게를 헤이케와 연관짓는 전승만 존재했던 것은 아니고, 1931년(쇼와 6년) 미야다케 가이고츠(宮武 外骨)가 펴낸 《인면유사집》(人面類似集)에서는 이 게가 헤이케가니, 다케분가니(武文蟹), 시마무라가니(島村蟹) 등의 이름으로 불리며 여러 가지 전설을 갖고 있다고 소개하고 있다. 다케분가니라고 불리는 전설에서는 효고에서 죽은 하타 씨의 무사들이 화생한 것이란 이야기도 있었다고 전한다(宮武 外骨, 《人面類似集》, 昭和6 (1931년), 일본국립국회도서관 소장).

### 설명주
1. 1 2  한국일어일문학회, 일본문화총서 3, 《하이쿠에서 모노가타리까지》, 글로세움, 2003년, ISBN 89-9101-003-1 {{isbn}}의 변수 오류: 유효하지 않은 ISBN., 201-202쪽
2. ↑  테사 모리스 스즈키, 김경원 역, 《우리 안의 과거》, 휴머니스트, 2006년, ISBN 978-89-5862-110-2, 57쪽
3. ↑  한국일어일문학회, 일본문화총서 3, 《하이쿠에서 모노가타리까지》, 글로세움, 2003년, ISBN 89-9101-003-1 {{isbn}}의 변수 오류: 유효하지 않은 ISBN., 200-201쪽
4. ↑  박복원, 《일본정보뱅크》, 백산풀판사, 2004년, ISBN 978-89-7339-627-2 {{isbn}}의 변수 오류: 유효하지 않은 ISBN., 156쪽
5. 1 2 3  마쓰무라 아키라, 윤철규 역, 《절대지식 일본 고전 - 한권으로 읽는 일본의 모든 것》, 이다미디어, 2011년, ISBN 978-89-9459-707-2, 101쪽
6. 1 2  平家物語 보관됨 2015-10-17 - 웨이백 머신, 日本の歷史巡り
7. ↑  “平家物語諸本紹介”. 2016년 10월 14일에 원본 문서에서 보존된 문서. 2016년 10월 11일에 확인함.
8. ↑  “平家物語ってなんだ？”. 2001년 6월 13일에 원본 문서에서 보존된 문서. 2016년 10월 11일에 확인함.
9. ↑  【文化往来】平家物語の弾き語りを研究会が公演『日本経済新聞』朝刊2018年8月20日（文化面）2018年9月17日閲覧。
10. ↑  東京大学文学部国語研究室蔵高野辰之氏旧蔵本（覚一本系）。
11. ↑  Huxley, Julian (1952). “Evolution's Copycats”. 《Life》 (June 30): 67–76.
12. 1 2  Martin, J. W. (1993). “The Samurai Crab” (PDF). 《Terra》 31 (4): 30–34. 2011년 9월 28일에 원본 문서 (pdf)에서 보존된 문서. 2022년 8월 20일에 확인함.
13. ↑  칼 세이건, 홍승수 역, 《코스모스》, 사이언스북스, 2014년, ISBN 978-89-8371-189-2, 67-70쪽
14. ↑  蛸島直 보관됨 2016-10-18 - 웨이백 머신, 〈蟹に化した人間たち (1) 보관됨 2016-10-18 - 웨이백 머신〉,人間文化 第27号, 愛知学院大学人間文化研究所(2012)
15. ↑  酒井恒 (1980). 《蟹 — その生態の神秘》. 講談社.